# Aiseau-Presles
Aiseau-Presles (valonă Åjhô-Préle) este o comună francofonă din regiunea Valonia din Belgia. Comuna Aiseau-Presles este formată din localitățile Aiseau, Pont-de-Loup, Presles și Roselies. Suprafața sa totală este de 22,19 km². La 1 ianuarie 2008 avea o populație totală de 10.744 locuitori. 
Comuna Aiseau-Presles se învecinează cu comunele Châtelet, Farciennes, Fosses-la-Ville, Gerpinnes și Sambreville.

## Localități înfrățite
- Franța: Pomérols.